# Pintura medieval
Pintura medieval es el término genérico con el que puede designarse a las producciones pictóricas del arte medieval.
La Edad Media es un periodo histórico que tiene validez fundamentalmente para la civilización occidental (siglo V al siglo XV).
En las civilizaciones no occidentales se desarrolló contemporáneamente, aunque sin relación entre sí, el arte pictórico; sobre todo en Extremo Oriente (pintura china, pintura japonesa -arte del Japón-), y también en zonas de la América Precolombina (pintura maya -cultura maya-). El arte islámico estuvo mucho más directamente vinculado con el arte occidental, y con una extendida presencia en Próximo Oriente y el Norte de África (desde el siglo VII) y en la península ibérica (desde el siglo VIII -arte andalusí-); pero la pintura islámica no tuvo (por razones religiosas -prohibición de representar figuras humanas-) un desarrollo comparable al efectuado en el arte cristiano a partir de la pintura paleocristiana (arte paleocristiano).
A pesar de que pueden rastrearse algunos vagos recuerdos o elementos de continuidad de la pintura medieval con el arte clásico grecorromano (como por ejemplo, el drapeado de los paños o algunas convenciones de representación de la figura humana), lo que predomina es una radical discontinuidad entre ambos, resaltando los fuertes rasgos de personalidad propia del periodo.
La pintura medieval es sobre todo una pintura religiosa (arte religioso) salvo excepciones, que se hacen más numerosas al final de la Edad Media (retratos, sobre todo como donantes que aparecen en una composición principalmente religiosa). La representación de paisaje suele limitarse al fondo de las composiciones, que en muchas ocasiones se limita a un color plano (dorado simbolizando la eternidad) o se llena con figuras de forma casi obsesiva (horror vacui) que se agolpan en el primer plano, se yuxtaponen en horizontal o incluso en vertical, sin buscar efectos de profundidad. No se utiliza la perspectiva hasta los periodos finales (se insinúa en el gótico -escorzos imperfectos de muebles o arquitecturas- y se culmina con su estudio matemático consciente en el renacimiento); y la perspectiva aérea está del todo ausente. Suele usarse la perspectiva jerárquica (representación a un mayor tamaño de la figura más importante en rango teológico o social, sin consideración de su ubicación en el espacio). Es muy importante la utilización de simbolismos y un complejo lenguaje iconológico.

## Periodos y estilos

### Alta Edad Media

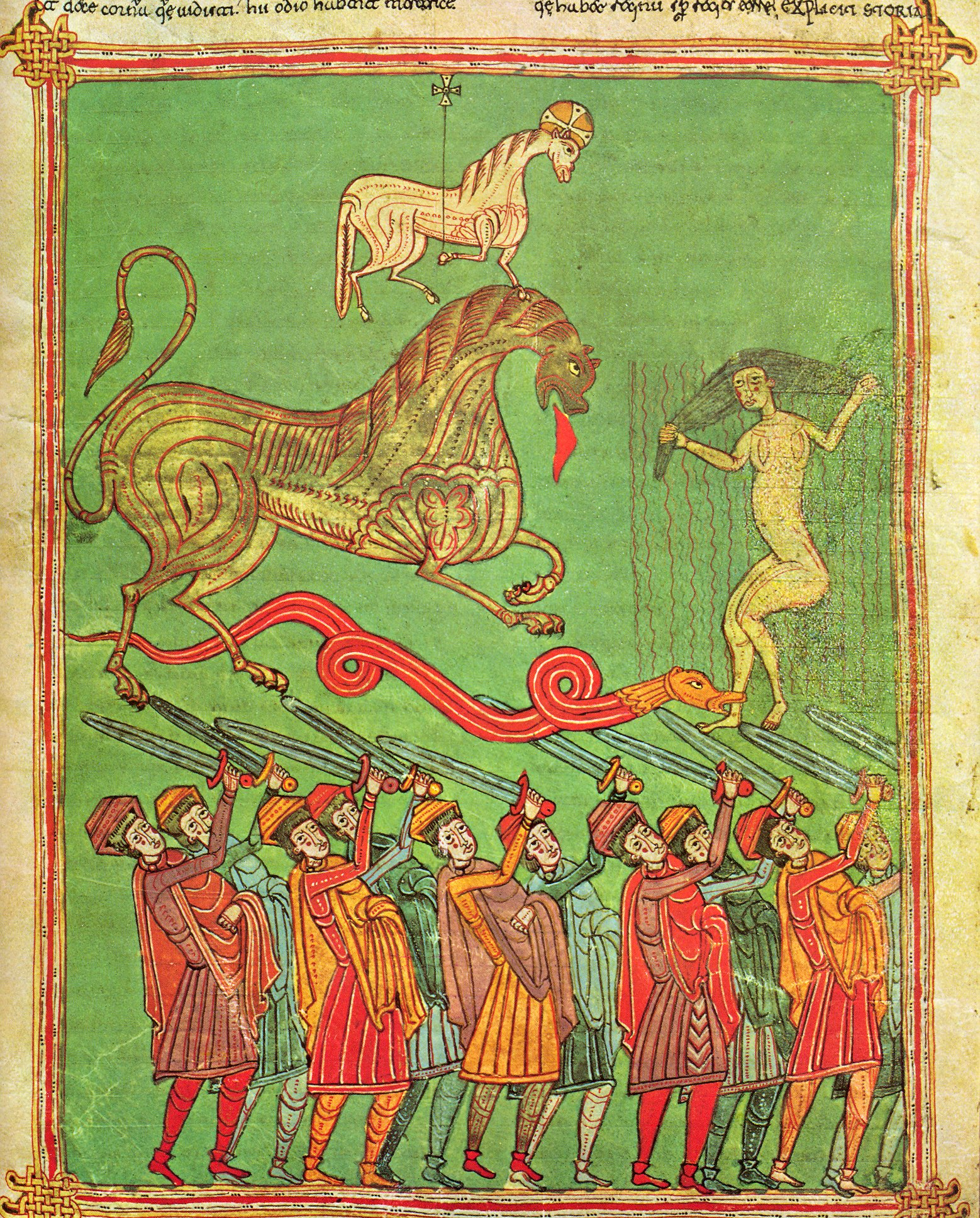
Beato de Osma. La victoria del cordero (escena del Apocalipsis).

#### Prerrománico
La pintura prerromanica (desde el año 500 hasta el año mil) es la correspondiente al arte prerrománico, concepto propio de la Europa Occidental sujeta a las invasiones bárbaras y el establecimiento de los reinos germánicos y el Imperio carolingio. Los escasísimos restos se limitan casi exclusivamente a las miniaturas con que se ilustraban los manuscritos en los scriptorium de los monasterios (Evangelario de Kells en el arte anglo-celta o hiberno-sajón, Beatos en la pintura mozárabe -arte mozárabe-).

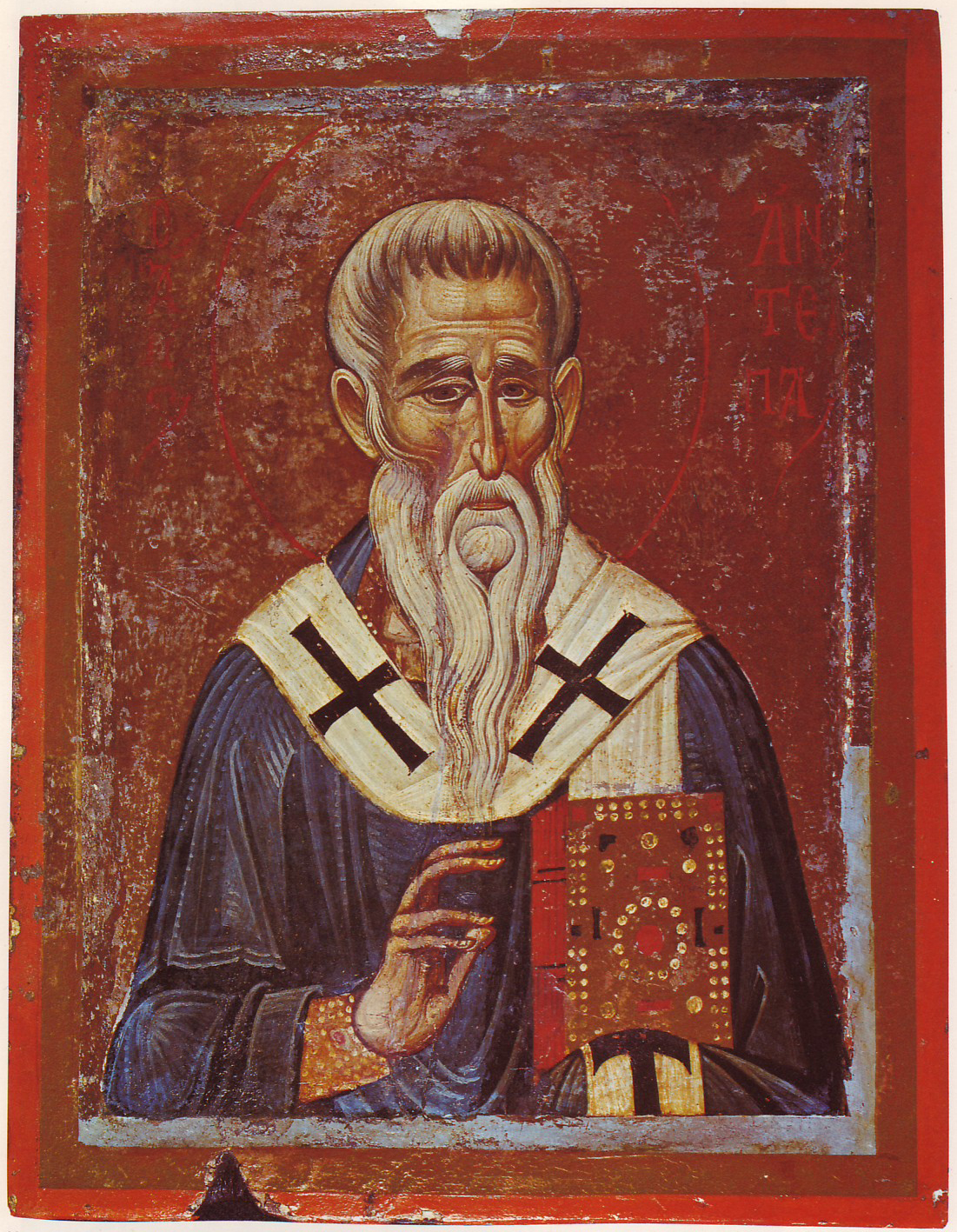
Icono de San Antipas de Pérgamo, Monasterio de Santa Catalina del Monte Sinaí,.

#### Bizantino
La pintura bizantina se desarrolló a través de dos vehículos principales: los mosaicos (en paredes y cúpulas) y los iconos (en tablas, cuyo lugar en las iglesias era el iconostasio que separa a los fieles del altar). La mayor parte de la producción de su primera época ha desaparecido como consecuencia de varias oleadas de destrucciones, con motivo de la querella iconoclasta (un enfrentamiento interno), las sucesivas invasiones islámicas (árabes en Siria, Palestina y Egipto; turcos en Anatolia y los Balcanes), y las cruzadas (en que el saqueo fue a manos de los cristianos latinos). Testimonios excepcionales son los mosaicos bizantinos de primera época localizados en Rávena (San Vital de Rávena, San Apolinar de Rávena) y los de San Marcos de Venecia. En Oriente se han conservado algunos de época posterior (Mistra, Hosios Loukas). El Monasterio de Santa Catalina del Monte Sinaí, respetado a pesar de los siglos de dominio musulmán, conserva una extraordinaria colección de iconos. La tradición de pintura de iconos, que se conservó con rígidos convencionalismos, se continuó en los países eslavos (pintura rusa) con una evolución en sutiles variaciones.

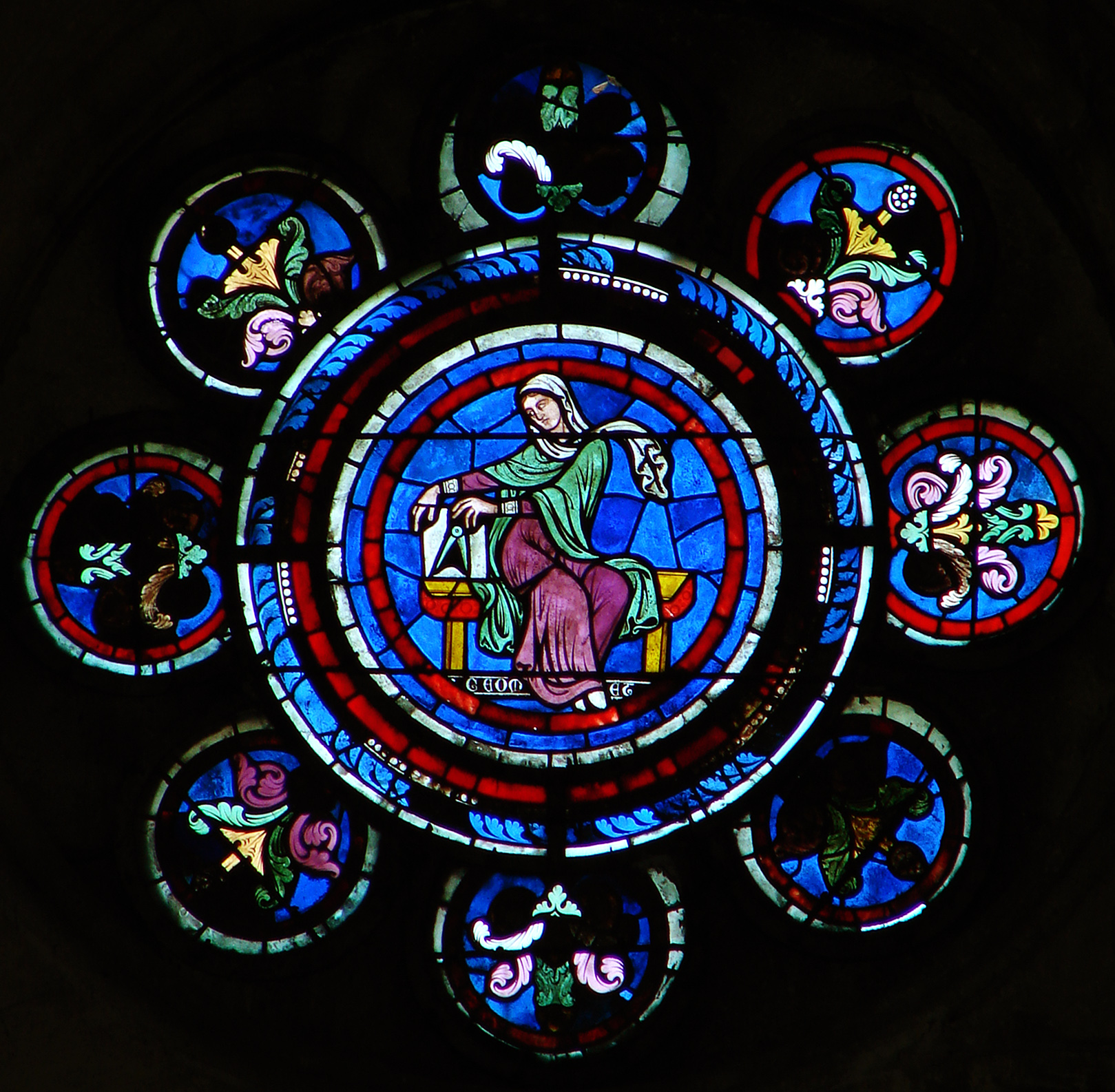
La geometría, vitral del medallón del rosetón del transepto norte de la Catedral de Laon; comienzos del.

### Plena y Baja Edad Media
Aunque la ilustración de manuscritos se siguió realizando durante todo el periodo (Las muy ricas horas del Duque de Berry, Libro de horas de Isabel la Católica), la pintura se desarrolló como forma de cubrir grandes superficies arquitectónicas o en soportes exentos, tanto fijos como muebles. Un arte pictórico muy particular fue la confección de vidrieras, en las que el artista trabaja directamente con la luz y sus efectos en el espacio arquitectónico. Los tapices fueron objeto en la época de un aprecio superior al que se tributaba a lo que hoy consideramos pintura (Tapiz de Bayeux, colección del Museo Cluny). En los últimos siglos medievales, la invención del grabado produjo una revolución en el campo del dibujo y las artes gráficas, con decisivas consecuencias, sobre todo a partir de la invención de la imprenta.

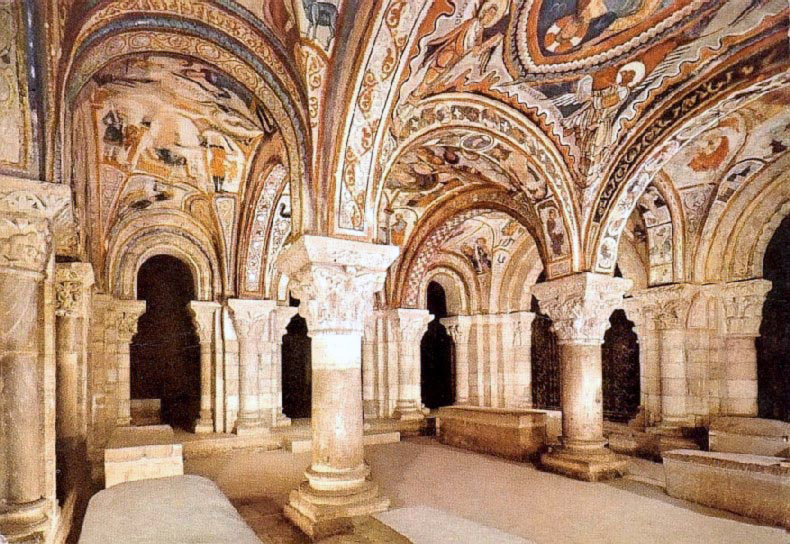
Frescos románicos de las bóvedas del Panteón de los Reyes de la Colegiata de San Isidoro de León.

#### Románico
Pintura románica (siglo XI y siglo XII). Se caracteriza por frescos de vivos colores y líneas marcadas, con gran expresividad y esquematismo, que cubren las paredes del interior de las iglesias, sobre todo en los ábsides. Los temas más repetidos son de tradición bizantina, representados con gran  hieratismo (pantocrátor, tetramorfos, theotokos), así como las representaciones narrativas de escenas bíblicas o vidas de santos.

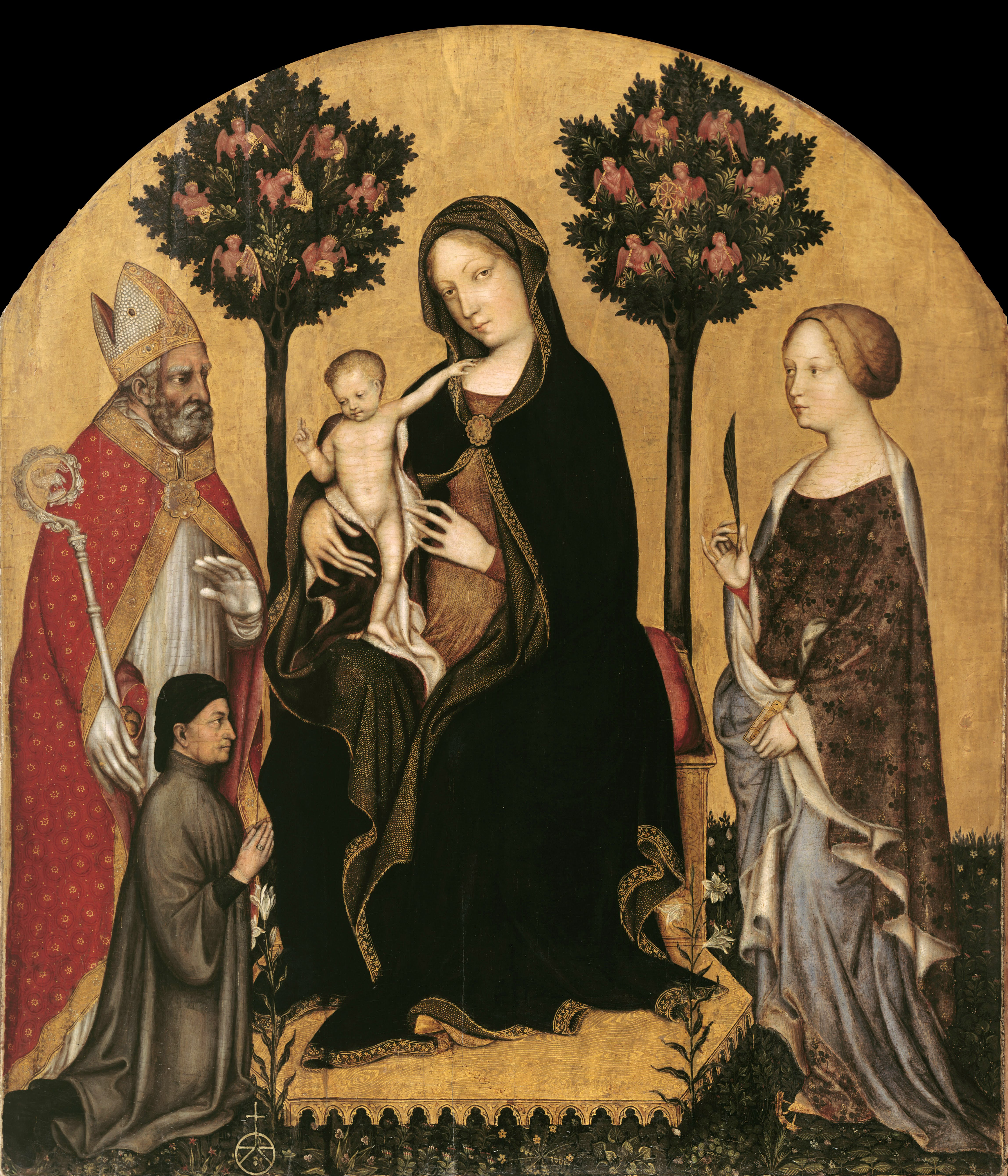
Madonna con santos y donante, de Gentile da Fabriano, 1395.

#### Gótico
- Pintura gótica (siglo XIII y siglo XIV). Sin dejar de utilizar el fresco, es más abundante el uso del soporte tabla, aislada o en retablos, al temple. Las figuras se dulcifican o buscan una mayor expresividad. Se representan escenas de la vida de Cristo, muy humanizadas (natividad, crucifixión). La técnica se hace más compleja, buscando la representación de la tercera dimensión del volumen (sombreado, colores menos planos).
  - Gótico internacional.
  - La Pintura del Duecento italiano (Duecento: años 1200s o siglo XIII) tiene características peculiares, que en perspectiva histórica se consideran un precedente del Renacimiento.
  - La Pintura del Trecento italiano (Trecento: años 1300s o siglo XIV) se afirma en la misma evolución.

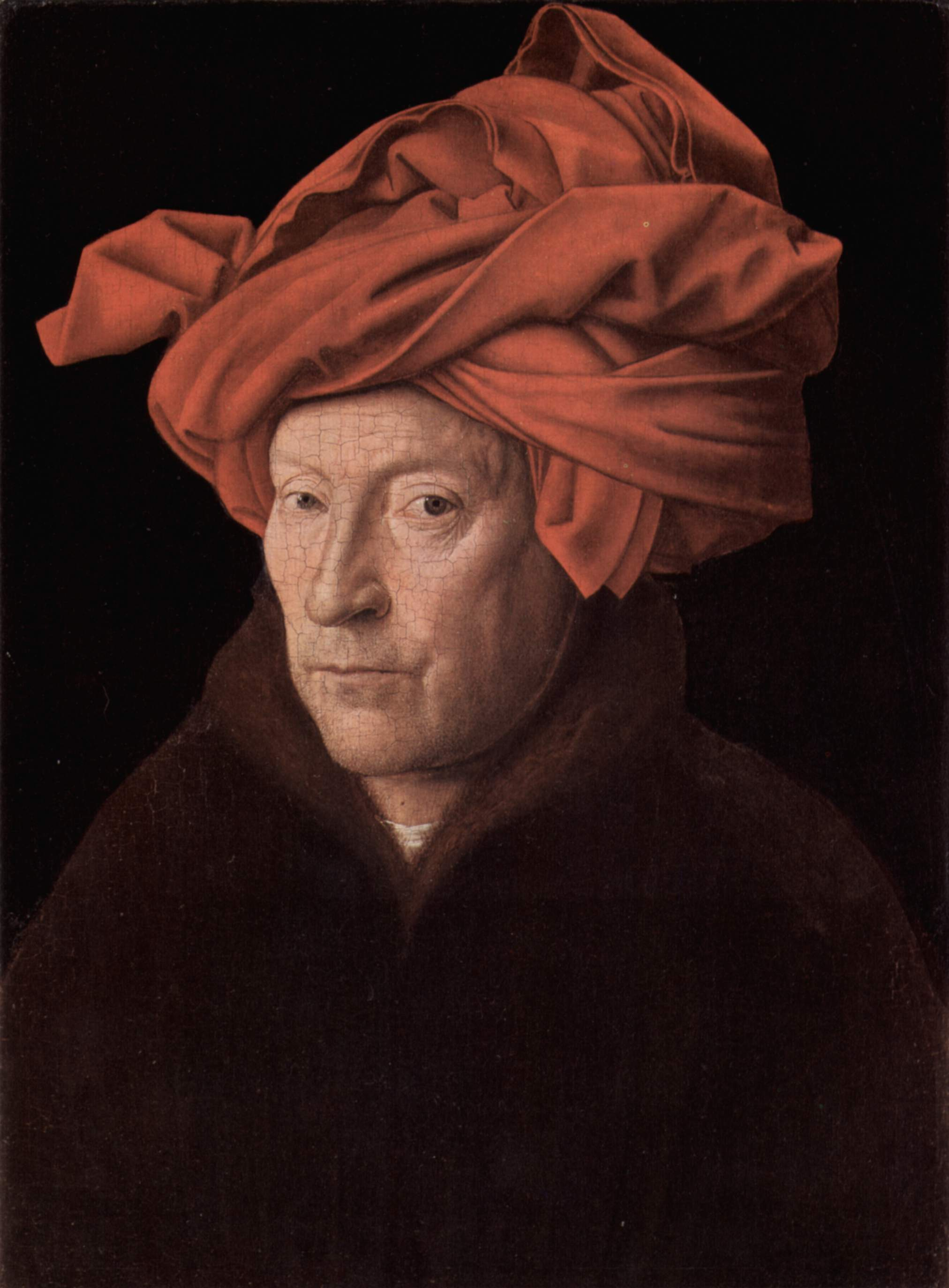
Retrato de hombre con turbante, de Jan van Eyck, 1433.

#### SigloXV
- Pintura del siglo XV:
  - Pintura del Quattrocento en Italia (Quattrocento: años 1400s o siglo XV, el inicio del Renacimiento italiano)
  - Primitivos flamencos (la denominación "Flandes" en la época se aplicaba a una multiplicidad de entidades territoriales al norte del Estado borgoñón). Se produce la invención de la técnica del óleo, que permite un extraordinario detallismo y precisión en la pincelada.
  - Primitivos españoles, Hispano flamenco (España).
  - Pintores franceses del siglo XV
  - Pintura de Alemania del siglo XV
  - Iglesias de Moldavia
  - Escuela cretense